# 瓦特纳冰川国家公园
瓦特纳冰川国家公园，位于冰岛南部，成立于2008年6月8日，由原斯卡夫塔费德国家公园和傑古沙格魯夫爾國家公園及周边地区组成，包括整个瓦特纳冰原地区，总面积14,141 km2，为欧洲第二大的国家公园。2019年獲列入世界自然遺產。

## 历史

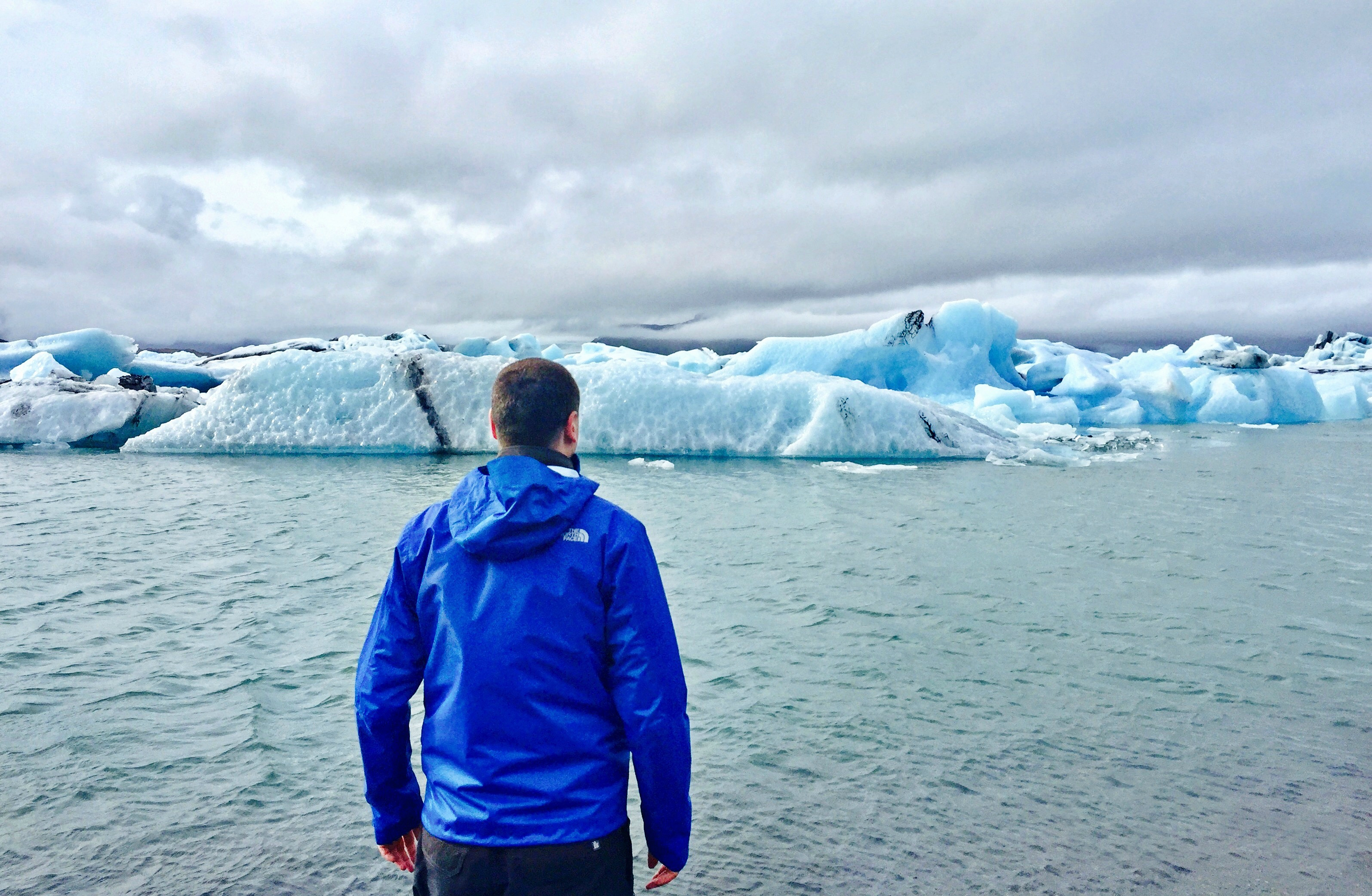
冰河湖，位于瓦特纳冰川国家公园边缘

瓦特纳冰川国家公园成立于2008年6月7日。该公园成立时占地12,000平方公里，但后来又增加了拉基山口、兰吉湖、克雷普通加和冰河湖（包括其周边地区），现在占地14,967平方公里，约占冰岛的14%，使其成为仅次于俄罗斯尤格德瓦国家公园的欧洲第二大国家公园。

## 地理和地质

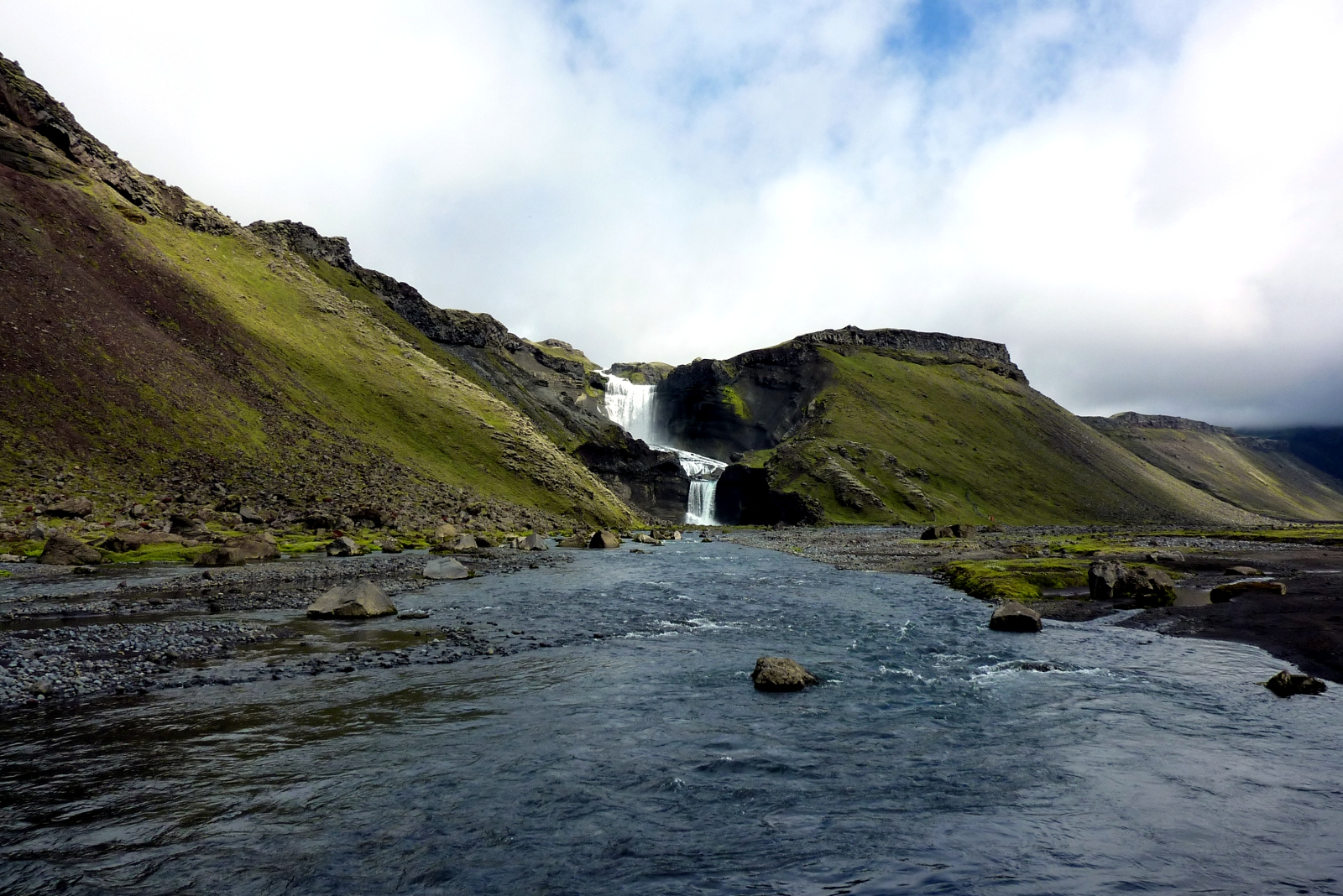
欧菲鲁瀑布

瓦特纳冰川是欧洲北极以外最大的冰川，表面积8,100平方公里。冰川厚度一般为400-600米，最多950米，掩盖了许多山脉、山谷和高原。它甚至隐藏着一些活跃的中央火山，其中巴达本加火山是最大的，格里姆火山是最活跃的。当冰盖上升到海拔2000米以上时，冰川底部达到海拔300米以下的最低点。除了米达尔斯冰原的冰川，冰岛没有任何地方比瓦特纳冰川南侧降水量或海水排放量更多。事实上，瓦特纳冰川目前储存了如此多的水，以至于流量最大的冰岛河流奥富萨河需要200多年的时间才能将这些水输送到大海。
环绕冰川的景色变化多端。向北，高原被冰川河流隔开，夏季水流湍急。阿斯恰火山、克韦尔克火山和斯奈火山与海尔聚布雷兹山一起高耸于该地区。很久以前，巨大的冰川洪水在这个高原的北部雕刻出了杰古沙格鲁夫尔峡谷。强大的黛提瀑布仍然雷鸣般地进入这个峡谷的上端，而回声岩风景区和奥斯比吉的马蹄形弯曲悬崖则位于更北的地方。

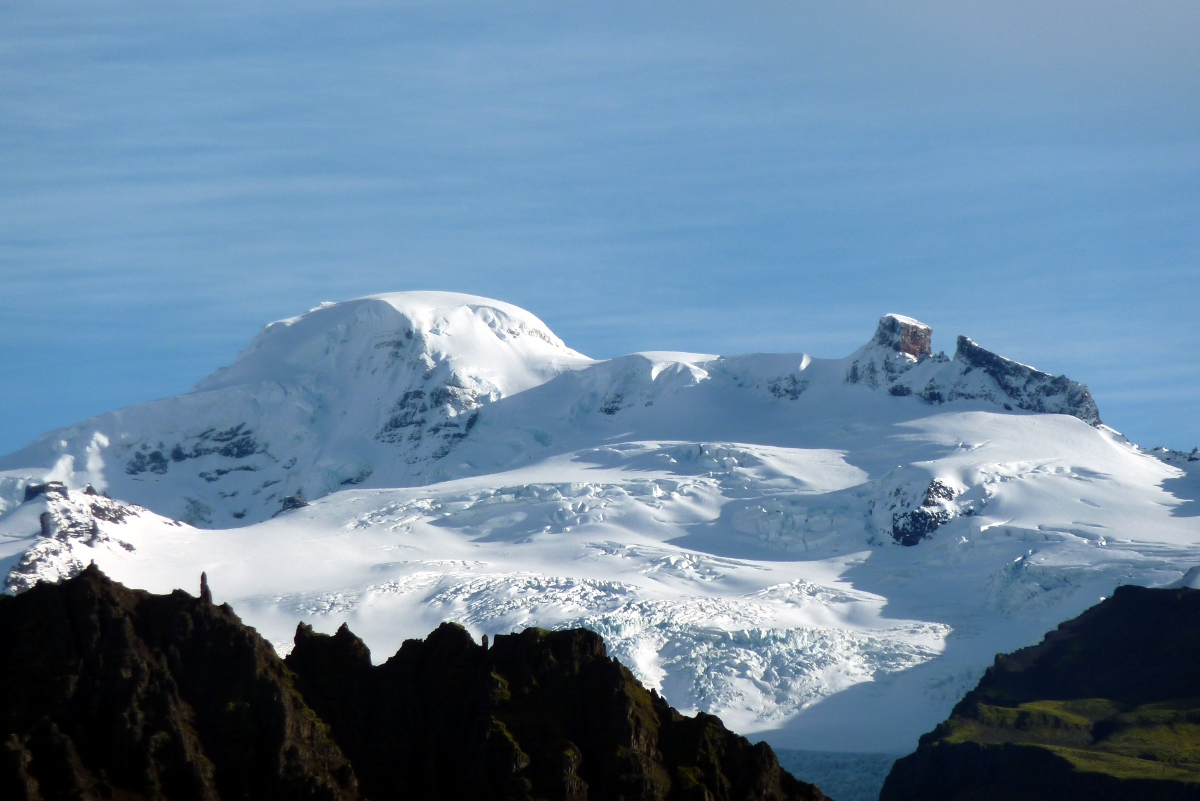
厄赖法冰盖和华纳达尔斯火山

广阔的湿地和广阔的山脉将冰川附近和更东边的斯奈费尔周边区分开来。这些地区是驯鹿和粉红脚鹅的重要栖息地。
瓦特纳冰川的南侧以许多高大雄伟的山脊为特征，冰川出口在山脊之间下降到低地。冰川的最南端环绕着中央火山厄赖法冰盖和冰岛最高峰华纳达尔斯火山。斯卡夫塔费德的植被绿洲被高高的冰层遮挡，俯瞰着斯凯达劳河沉积在其西部的黑色沙滩。这些沙子主要由格里姆火山口频繁爆发的火山灰组成，并被冰湖溃洪带到海岸。
瓦特纳冰川以西的景观也有大量的火山活动，934年在埃尔德焦和1783-1784年在拉基火山发生了历史上两次世界上最大的裂缝和熔岩爆发。沃纳斯卡斯位于冰川西北部，是一个色彩斑斓的高温地区，也是冰岛南北之间的分水岭。

## 气候

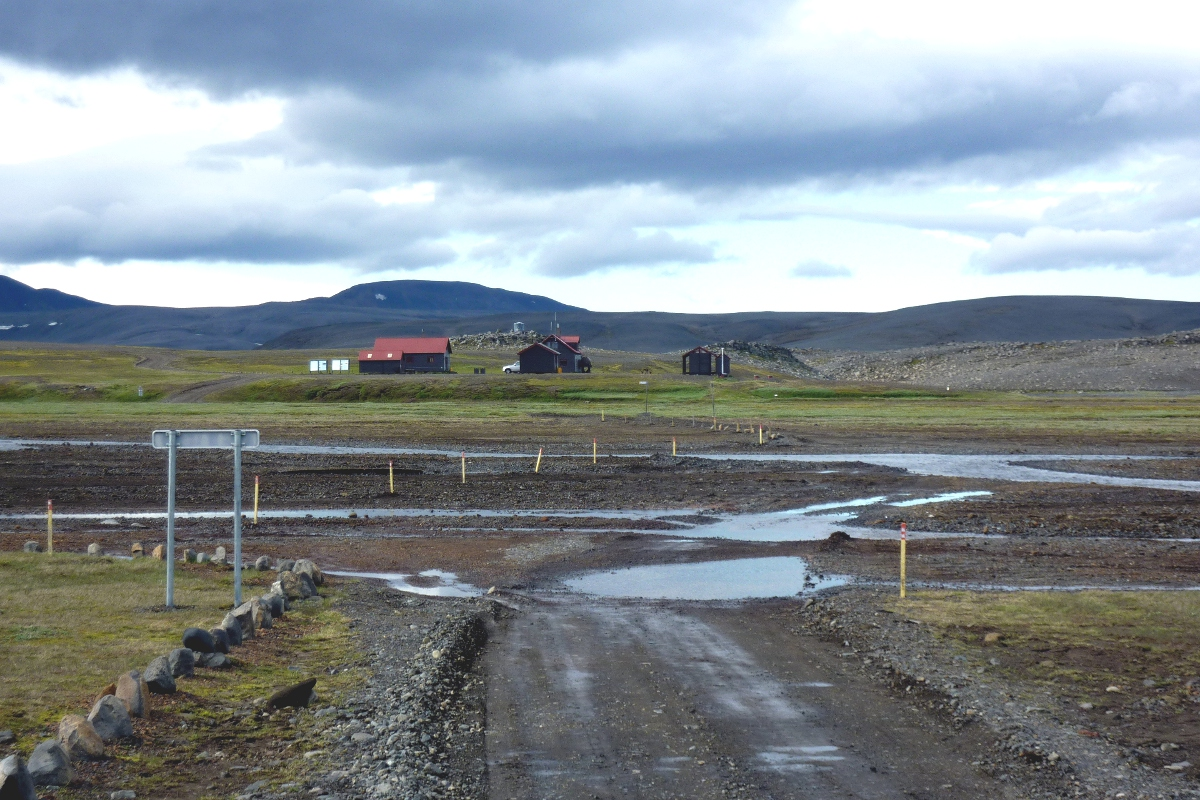
位于冰岛中心附近的尼达吕尔，气候多变，一年中任何时间都可能下雪，因此前往该地需要做好充足的准备

在像国家公园这样广阔的地区，天气可能会有很大的变化，因为国家公园的海拔范围很广。瓦特纳冰川冰盖以南低洼地区的降水量相当大，每年从1000毫米到3000毫米不等。夏季气温在10°C至20°C之间，而冬季则相当温和（很少降至-10°C以下，温度通常高于冰点）。
在山区和冰盖本身，年降水量可达4000至5000毫米，大部分以雪的形式出现。在冬季高降水后，厄赖法冰盖的积雪深度在10至15米之间。一些雪会融化，而其余的则形成冰川冰。这一过程发生在瓦特纳冰盖雪线以上的任何地方。
冬季，冰盖南部的温度几乎总是低于零度，可达-20°C或-30°C。大风和风暴很常见，因此必须考虑风寒，因为即使环境温度相对较高，风也会对室外舒适度产生重大影响。
在冰盖以北，年降水量减少。冰盖东北部的年降雨量降至350至450毫米，为冰岛最低。靠近北海岸和阿斯恰火山等高地部分地区的降水量增加。在冬季晴朗平静的天气里，气温可能会降得很低。

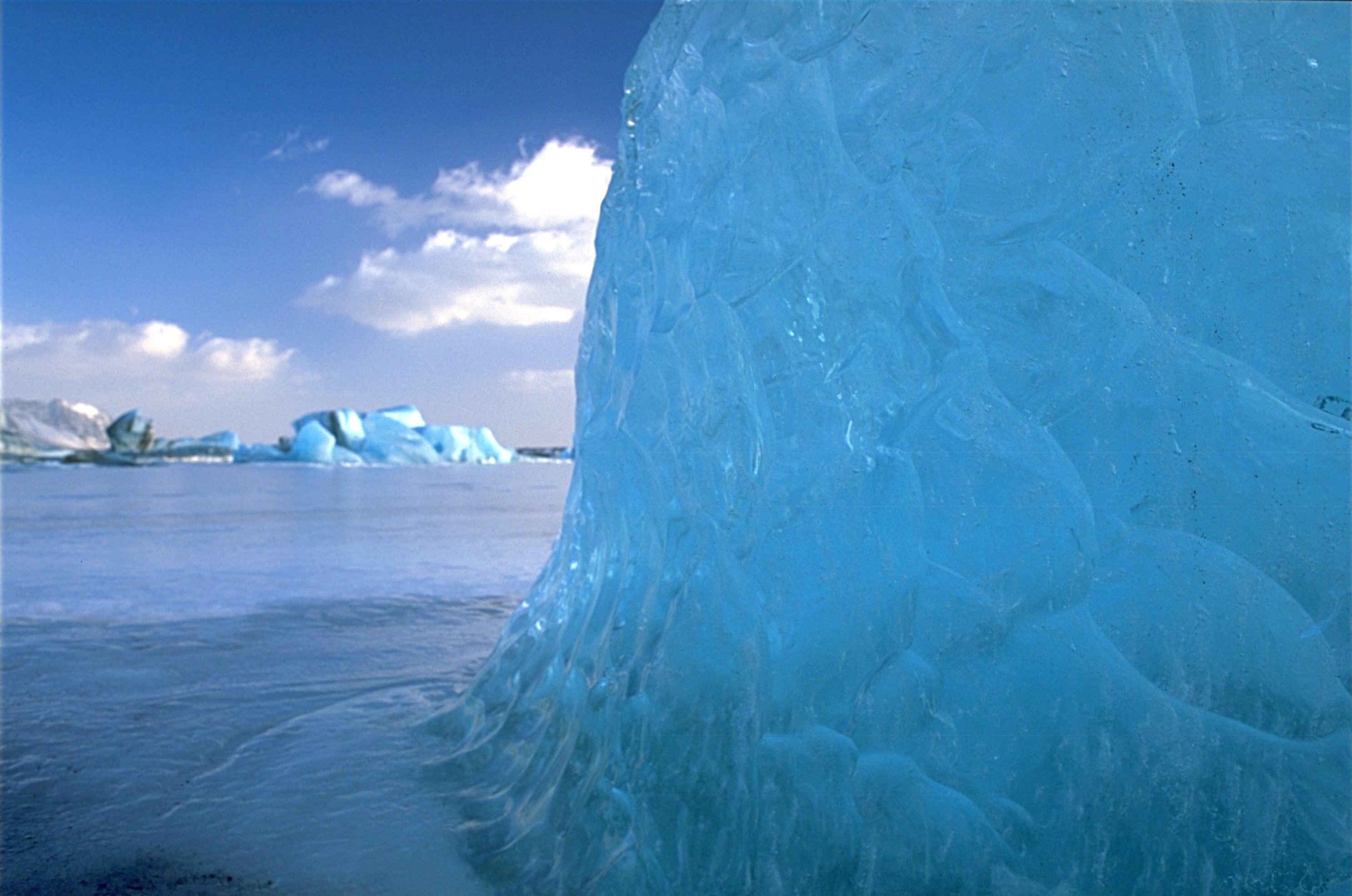
在冰河湖看到的蓝冰

南风通常意味着南部降水很少或没有降水，气温也较高。北风带来云层，该国北部天气凉爽，可能潮湿，而南部则更明亮、更温和。西风或西南风也是如此，它们给东部带来了温暖的天气。东风则相反，它给冰岛东部带来凉爽和降水，给冰岛西部带来干燥、更好的天气。这是焚风现象的结果。潮湿而凉爽的空气随着接近高地而上升；然后，凝结物以雨水的形式降落在高地，而更温暖、更干燥的空气则流到另一边的低地。温差可以是10°C或更大。

## 操作服务

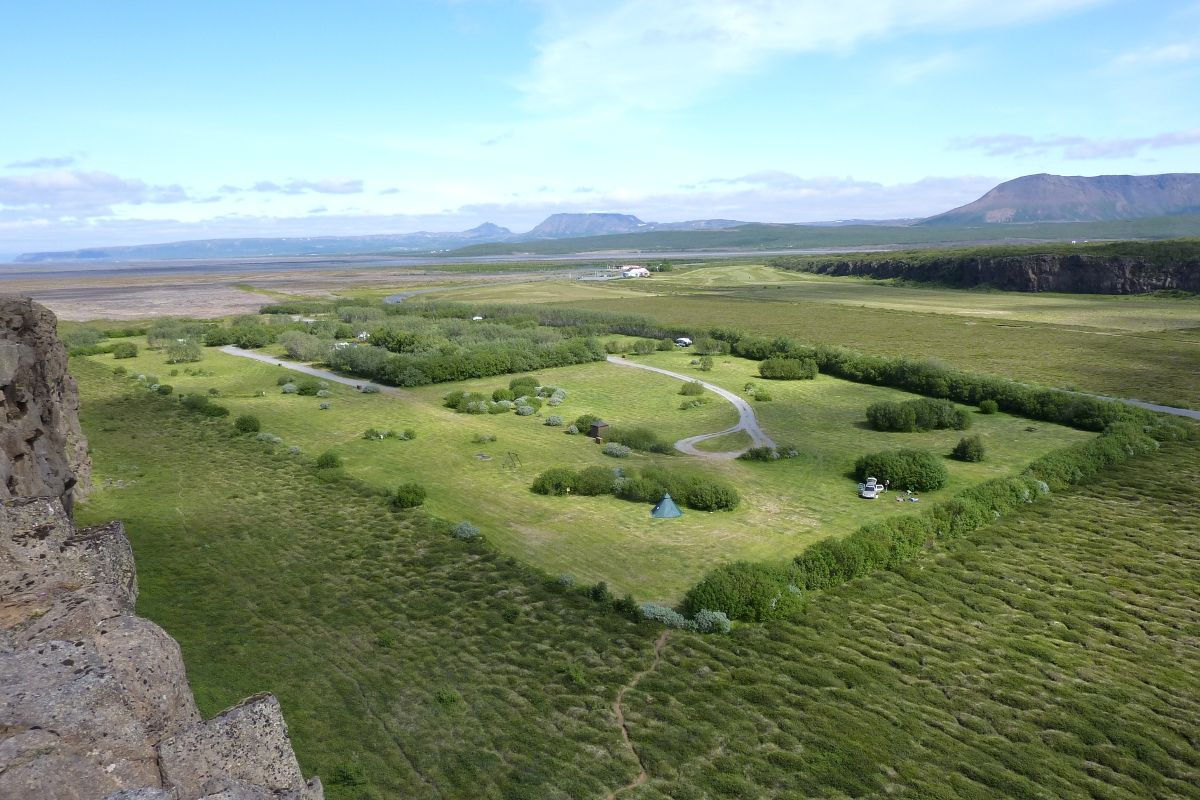
奥斯比吉的露营区

瓦特纳冰川国家公园分为四个地区，每个地区都由当地管理。
北部地区由西北部的瓦特纳冰川、阿斯恰火山口及其周边地区、杰古沙格鲁夫尔和菲约德勒姆冰河的一部分组成。奥斯比吉有一个游客中心和一个营地，韦斯特河谷也有一个营地。
东部地区包括克韦尔克火山和瓦特纳冰原的东北部，以及广阔的斯奈山。游客中心位于斯克里杜克劳斯图尔。
南部地区延伸至瓦特纳冰川的东南部，或从西部的洛马克努普山延伸至东部的罗恩和罗恩索莱菲。斯卡夫塔费尔设有游客中心和露营地。与国家公园合作的信息中心设在赫本、霍费德、侯尔穆尔和斯卡拉费德。

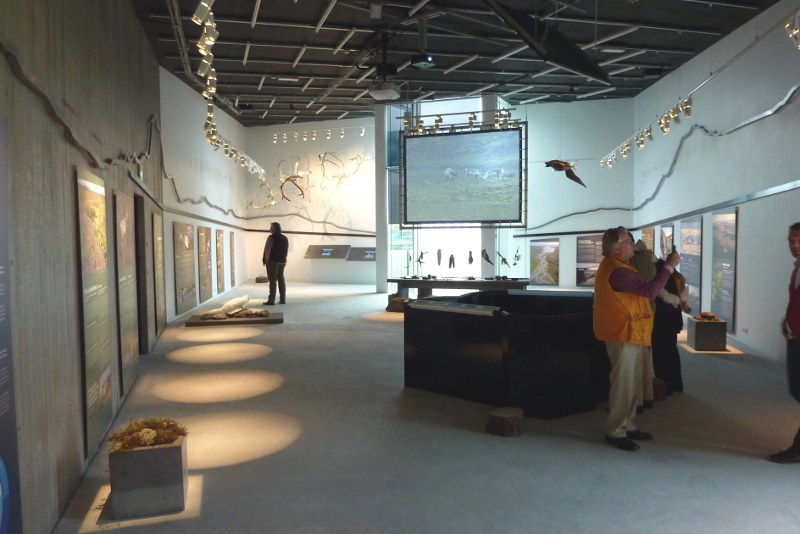
斯奈菲尔斯托瓦是瓦特纳冰川国家公园最新的游客中心

西部地区延伸到瓦特纳冰川的西南部和冰川外的大片地区，包括拉卡基加尔火山口和朗吉湖。信息中心位于教堂镇，由国家公园和当地市镇共同管理。
斯卡夫塔费德的游客中心全年开放。奥斯比吉和斯克里杜克劳斯图尔的游客中心从5月初到9月开放，但可以在冬季预约开放。不过国家公园的大部分高地地区在冬季都无法进入。
国家公园护林员会在公园的高地地区进行巡逻并提供教育服务。车站的开放时间因地区而异，第一批护林员在6月中旬相关高地道路开通后不久抵达，最后一批护林员于9月底离开。
在夏季，国家公园护林员提供短途散步，重点是自然诠释。从6月中旬到8月中旬，护林员每天在奥斯比吉和斯卡夫塔费德进行解说性步行。在高地，大多数护林站从7月初到8月中旬每天都提供解说步行。